# Wohn- und Wirtschaftsgebäude Bahnweg 3
Das  Wohn- und Wirtschaftsgebäude Bahnweg 3 in Hude, Ortsteil Wüsting, wurde Mitte des 19. Jahrhunderts gebaut.
Die Gebäude werden heute auch als Ferienhaus und Ferienwohnung genutzt.
Das Gebäude steht unter Denkmalschutz (siehe auch Liste der Baudenkmale in Hude (Oldenburg)).

## Geschichte
Das eingeschossige giebelständige Gebäude als Zweiständer-Hallenhaus in Fachwerk mit Steinausfachungen und erhaltenem Innengerüst, reetgedecktem Krüppelwalmdach und Niedersachsengiebel mit Uhlenloch wurde 1857 gebaut.
Ein weiteres Gebäude aus derselben Zeit als denkmalgeschützte Remise in Fachwerk mit reetgedecktem Walmdach steht neben dem Haupthaus.
Das Niedersächsische Landesamt für Denkmalpflege befand: „… geschichtliche Bedeutung … als beispielhafte Hofanlage aus der Mitte des 19. Jhs. …“